# 1934 en mathématiques
| Années des mathématiques : 1931 - 1932 - 1933 - 1934 - 1935 - 1936 - 1937    |
| Décennies des mathématiques : 1900 - 1910 - 1920 - 1930 - 1940 - 1950 - 1960 |

Cet article présente les faits marquants de l'année 1934 en mathématiques.

## Naissances
- 6 janvier : William Browder, mathématicien américain.
- 15 mars : Bernard Roy (mort en 2017), mathématicien français.
- 23 mars : Ludvig Faddeev (mort en 2017), physicien et mathématicien soviétique puis russe.
- 24 mars : James Glimm, mathématicien et physicien américain.
- 31 mars : Willem van Zwet, mathématicien néerlandais.
- 2 avril : Paul Cohen (mort en 2007), mathématicien américain, médaille Fields en 1966.
- 5 avril : Jack Edmonds, mathématicien et informaticien théoricien canadien.
- 2 mai : Jean-Louis Ovaert (mort en 2014), mathématicien français.
- 16 mai : Roy Kerr, mathématicien néo-zélandais.
- 24 mai : Nina Uraltseva, mathématicienne russe.
- 6 juin : Arto Salomaa, mathématicien et informaticien théoricien finlandais.
- 28 juin : Michael Artin, mathématicien américain.
- 3 juillet : William Parry (mort en 2006), mathématicien britannique.
- 30 juillet :
  - Donald Ornstein, mathématicien américain.
  - Albrecht Pfister, mathématicien allemand.
- 13 août : Lesley Sibner (morte en 2013), mathématicienne américaine.
- 14 août : Simon Kochen, mathématicien américain d'origine néerlandaise.
- 21 août : Paul-André Meyer (mort en 2003), mathématicien français.
- 4 octobre : Rudolf Bkouche (mort en 2016), mathématicien français.
- 12 octobre :
  - Albert Chiriaev, mathématicien russe.
  - Dominique Foata, mathématicien français.
- Octobre : Qazi Ibadur Rahman (mort en 2013), mathématicien canadien d'origine indienne.
- 26 novembre : Charles-Michel Marle, mathématicien français.
- 27 novembre : Gilbert Strang, mathématicien américain.
- 1er décembre : Arnold Schönhage, mathématicien et informaticien allemand.

- John G. F. Francis, mathématicien et informaticien britannique.
- Meigu Guan, mathématicien chinois.
- Azriel Lévy, mathématicien et logicien israélien.
- Eliahu Shamir, mathématicien et informaticien théoricien israélien.

## Décès
- 18 février : Luis Octavio de Toledo y Zulueta (né en 1857), mathématicien espagnol.
- 21 mars : Thomas Muir (né en 1844), mathématicien d'origine écossaise.
- 27 mars : Charlotte Barnum (née en 1860), mathématicienne américaine.
- 7 avril : Heinz Prüfer (né en 1896), mathématicien allemand.
- 12 avril : Franz Breisig (né en 1868), mathématicien allemand.
- 3 mai : Pasquale Calapso (né en 1872), mathématicien italien.
- 24 juillet : Hans Hahn (né en 1879), mathématicien autrichien.
- 14 août : William McFadden Orr (né en 1866), mathématicien irlandais.
- 5 novembre : Walther von Dyck (né en 1856), mathématicien allemand.
- 20 novembre : Willem de Sitter (né en 1872), mathématicien, physicien et astronome néerlandais.
- 4 décembre : Horace Lamb (né en 1849), mathématicien britannique.